# Dee Dee Ramone
Douglas Glenn Colvin (Fort Lee, Virginia; 18 de septiembre de 1951-Hollywood, California; 5 de junio de 2002), más conocido como Dee Dee Ramone, fue un músico, el cofundador, compositor y bajista del grupo de punk rock estadounidense Ramones.
Colvin escribió muchas de las canciones más conocidas del grupo, como «53rd & 3rd», «Commando», «Rockaway Beach» y «Poison Heart». Inicialmente fue vocalista de la banda, aunque su incapacidad para cantar y tocar el bajo al mismo tiempo, le dio el lugar como vocalista al baterista Joey Ramone, relevando a Dee Dee a los coros y pequeñas armonías vocales. Dee Dee serviría como bajista de la banda y compositor desde 1974 hasta 1989, cuando decidió hacer un breve paso en la música hip hop bajo el nombre de "Dee Dee King". Pronto regresó a sus raíces punks lanzado tres álbumes en solitario con canciones totalmente nuevas, muchas de las cuales luego fueron registradas por los Ramones. Realizó una gira por el mundo tocando en clubes pequeños presentando sus canciones, además de algunas de sus favoritas de los Ramones, continuó escribiendo para los Ramones hasta 1996, cuando la banda se retiró oficialmente.
Dee Dee luchó con la adicción a las drogas durante gran parte de su vida, en particular con la heroína. Comenzó a usar drogas cuando era adolescente, y continuó durante su vida adulta. Parecía que en la década de 1990 se había limpiado, pero volvió a consumir un tiempo después. Murió de una sobredosis de heroína el 5 de junio de 2002.

## Biografía

### Infancia
Nacido como Douglas Colvin en Fort Lee, Virginia, hijo de un soldado estadounidense y madre alemana. De niño su familia se trasladó a Berlín, Alemania, debido al servicio militar de su padre. La carrera militar del padre obligó a la familia a mudarse con frecuencia. Debido a esto, Dee Dee tuvo una niñez solitaria, con pocos amigos. Sus padres se separaron durante su adolescencia, él se quedó en Berlín hasta los 15 años, cuando, junto con su madre y su hermana Beverley, se mudaron a Forest Hills, New York, con el fin de escapar del alcohólico padre de Dee Dee. Allí se encontró con John Cummings y Thomas Erdelyi (más tarde conocidos como Johnny y Tommy "Ramone"), allí formaron un grupo llamado "The Tangerine Puppets", nombrado por una canción de Donovan.

### Matrimonios
En 1978, se casó con Vera Boldis. Según Vera, las enfermedades mentales y el abuso de drogas por parte de Dee Dee fueron una carga para la relación. Se separaron en 1990, antes de su divorcio, el cual fue en 1995. Para entonces, Dee Dee estaba haciendo música con The Ramainz, banda en la cual participaba su segunda esposa, la artista argentina Barbara Zampini (también conocida como Barbara Ramone). La conoció en 1994, cuando Dee Dee realizó una gira por Buenos Aires.  Después de pasar algunos años en Argentina, Colvin y Zampini se trasladaron a Los Ángeles. Desde su muerte, ella continúa manejando sus bienes y llamándose a sí misma Barbara Ramone Zampini.

### Ramones

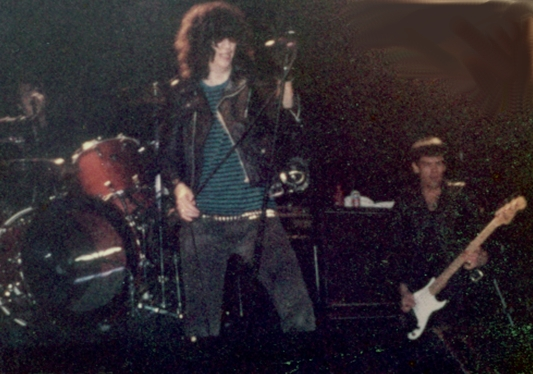
Ramones en 1983.

Colvin (Dee Dee), y Cummings (Johnny), rápidamente se hicieron amigos, ya que ambos eran dos "parias" en un barrio de clase media como Forest Hills. Después de que en 1974 Dee Dee audicionara sin éxito para ser guitarrista de Television; Johnny lo convenció de formar una banda con el baterista Jeffrey Hyman (más tarde Joey Ramone). Joey pasó a ser el vocalista después de que Dee Dee decidiera que no podía ser la voz principal. Sin embargo, continuó contando el tiempo de cada canción que la banda interpretaba con su firma característica al grito de "one-two-three-four!" sumado a los coros y armonías vocales de la banda, tanto en las grabaciones como en vivo.
Fue Dee Dee quien sugirió nombrar a la banda "The Ramones", después de leer que Paul McCartney a menudo firmaba en hoteles bajo el alias de "Paul Ramon". Añadió una 'e' al final de ese apellido y los miembros de la banda estuvieron de acuerdo en adoptar el apellido "Ramone" con el fin de transmitir unidad.
Dee Dee escribió y coescribió gran parte del repertorio de los Ramones, como "53rd and 3rd" (una canción sobre la prostitución masculina en la intersección de la calle 53 y la avenida tercera, en Manhattan, supuestamente está basada en la experiencia personal), "Glad to See You Go" (está escrita acerca de su entonces novia, una estríper y compañera de drogas la cual tenía una personalidad volátil), "It's a Long Way Back to Germany", "Chinese Rock" (originalmente grabada por Johnny Thunders y The Heartbreakers ya que Johnny Ramone no sentía entusiasmo en tocar canciones que hablaran de drogas) y "Wart Hog" (una canción que Dee Dee escribió en rehabilitación). Después de salir de los Ramones, continuó escribiendo canciones para ellos, contribuyendo por lo menos en tres canciones por disco.
Según las notas de Mondo Bizarro, una vez los Ramones ayudaron a Dee Dee a salir de la cárcel a cambio de los derechos de las canciones "Main Man", "Strength to Endure" y "Poison Heart". El último álbum de estudio de la banda ¡Adiós Amigos! (1995) está compuesto por varias de las canciones que Dee Dee registró en su carrera como solista, tales como "I'm Makin' Monsters for My Friends" y "It's Not for Me to Know" del álbum I Hate Freaks Like You.
Dee Dee estaba presente cuando los Ramones fueron incluidos en la primera edición del Rock and Roll Hall of Fame en 2002, la cual se llevó a cabo no mucho tiempo después de la muerte de Joey. "Me gustaría felicitarme a mi mismo", dijo Dee Dee entonces. Murió ese mismo año.

### Proyectos posteriores
En 1989, antes de dejar los Ramones, Dee Dee se embarcó en un breve paso por la música hip hop bajo el nombre de "Dee Dee King" lanzó el álbum Standing in the Spotlight. También había grabado "Funky Man" como en 1987, cuando todavía era un miembro de los Ramones. El crítico musical Matt Carlson escribió que el álbum "pasará a los anales de la cultura pop como uno de los peores registros de todos los tiempos." Después de que el álbum fracasara, regresó al punk rock con diversos proyectos de corta duración, tales como Sprokkett (que contó con Richard Bacchus de D Generation y Spikey Tops).
En 1991, Dee Dee participó brevemente con el cantautor de punk rock transgresor GG Allin, tocando la guitarra con la banda de fondo de Allin los "Murder Junkies". Su participación duró aproximadamente una semana, lo suficiente como para ser entrevistado brevemente durante el rodaje del documental sobre Allin Hated: GG Allin And The Murder Junkies de Todd Phillips. En la película, Dee Dee revela que él no tenía conocimiento del nombre de la banda, incluso después de unirse. Una grabación de un ensayo de Dee Dee con "The Murder Junkies" aparece en la banda sonora del film "Hated", así como en la recopilación de canciones en vivo póstuma titulada "Res-Erected". Imágenes del video de los ensayos están disponibles en DVD en el sitio web de GG Allin. Dee Dee nunca hizo un concierto en vivo con la banda.
En 1992, formó otro proyecto de corta vida llamado Dee Dee Ramone and the Chinese Dragons, que fue seguido por el proyecto más exitoso post-Ramones, un grupo llamado Dee Dee Ramone I.C.L.C. (Inter-Celestial Light Commune), que duró desde 1994 a 1996. El grupo contó con el bajista de New York, John Carco (exintegrante del grupo de hardcore oriundo de Queens, "Misguided") quien se hizo amigo de Dee Dee cuando ambos asistieron a las reuniones de Alcohólicos Anónimos durante el verano de 1992. Después de haber escrito más de una docena de canciones y grabar varios demos para el siguiente álbum de los Ramones con el productor Daniel Rey, Dee Dee finalmente decidió no cederle el material a los Ramones, sino dejarlo para su nueva banda. Después de trabajar con varios bateristas haciendo shows en vivo en el área de New York City, Dee Dee y Carco se trasladaron a Ámsterdam para grabar un EP de cuatro canciones y más tarde un álbum para Rough Trade Records. I Hate Freaks Like You fue puesto a la venta el 17 de abril de 1994, con Nina Hagen en dos de las catorce canciones del álbum. La banda ahora consistía de tres piezas Dee Dee (voz y guitarra), Carco (bajo y voz), y el baterista neerlandés Danny Arnold Lommen.
I.C.L.C. llegó a promocionar I Hate Freaks Like You en 22 países durante un período de 10 meses. Durante esta gira en noviembre de 1994, Dee Dee conoció a Barbara Zampini la cual tenía 16 años, mientras estaba buscando una guitarra que perdió fuera de su hotel en Argentina. Zampini era una gran fan de los Ramones y había estado tocando el bajo durante dos años, fuertemente influenciada por los primeros trabajos de Dee Dee. Más tarde se casaron y permanecieron juntos hasta su muerte.
En enero de 1995, el grupo había completado su gira de 10 meses y regresó a su sede en Ámsterdam, para comenzar a grabar un segundo álbum. El grupo fue abandonado por su sello discográfico, Rough Trade World. Gracias a esto, el bajista John Carco dejó el grupo y se trasladó a Los Ángeles donde formó con Frankie O. y Pete Stahl (cantante de Scream) el grupo "Metro". Carco, posteriormente, inició su carrera como actor. Las canciones escritas por Dee Dee y Carco para el segundo álbum de I.C.L.C. nunca fueron lanzadas; finalmente, fueron grabadas por los Ramones en su último álbum ¡Adiós Amigos!. Una de estas canciones, "Born to Die in Berlin", la cual sería la última canción del álbum, contó con Dee Dee cantando en alemán en el puente de la canción. También, la canción "Fix Yourself Up" de su álbum solista Zonked.
Dee Dee también fue un invitado especial en el show final de los Ramones en The Palace de Los Ángeles el 6 de agosto de 1996. Interpretó, como cantante principal, la canción "Love Kills".
Formó una banda tributo a los Ramones llamada The Ramainz con su esposa Barbara ("Barbara Ramone") en bajo y con el antiguo baterista de la banda Marky Ramone. Grabaron un álbum, Live in NYC, estrenado en Argentina, también tocó un par de veces con C.J. Ramone.
El álbum "Zonked!" que fue retitulado con el nombre de "Ain't It Fun?" en Europa, fue el primer lanzamiento bajo su antiguo nombre de "Dee Dee Ramone". La formación para este disco fue: Dee Dee en la guitarra y voz principal, Marky Ramone en la batería, Daniel Ray en producción y en guitarras, y Barbara "Ramone"/Zampini en bajo y voz principal. Entre los invitados: Joey Ramone como cantante principal en "I am seeing UFO's", y Lux Interior vocalista de "The Cramps" haciendo lo mismo en "Bad Horoscope".
El segundo álbum en solitario fue llamado Hop Around, se integró con Dee Dee Ramone, Barbara Ramone/Zampini, Chris Spedding en la guitarra y Billy Rogers en la batería. Dee Dee también lanzó "Greatest and Latest" con Barbara, Spedding y Chase Manhattan en la batería. Este álbum consistía en la regrabación de canciones de los Ramones, además de una canción de su carrera solista que fue regrabada ("Fix Yourself Up", originalmente de Zonked!/Ain't It Fun?), como canción oculta incluye ("Sidewalk Surfin'").
En el siglo 21, Dee Dee se unió a Paul Kostabi, líder de la banda de punk hardcore, Youth Gone Mad, y exguitarrista de White Zombie. El artista, Kostabi fue clave en conseguirle una nueva carrera a Dee Dee como pintor. Junto con Barbara, el trío ha colaborado en varias cientos de obras que se venden por unos cientos de dólares. En 2012, en el décimo aniversario de la muerte de Dee Dee se hizo un espectáculo en una galería de arte prominente en California
En Halloween de 1998, durante su estancia en el Hotel Chelsea, Dee Dee y Zampini se reunieron con el grupo de Hollywood, Sexychrist, que contaba con la participación de la estrella de cine para adultos Kurt Lockwood. Lockwood alentó a Dee Dee a trasladarse a Hollywood, finalmente los dos grupos compartieron una exitosa gira por los EE. UU. a principios de 1999. Después, Dee Dee formó "The Dee Dee Ramone Band", con miembros como Christian Martucci (voz y guitarra), Anthony Smedile (batería), Chase Manhattan (batería) y Stefan Adika (bajo). Con la excepción de los espectáculos en el Spa Club de Nueva York y en el Makeup Club, esta sería su última banda en salir de gira. Dee Dee lanzó un libro titulado "Legend of a Rock Star, A Memoir: The Last Testament of Dee Dee Ramone", escrito mientras estaba de gira en Europa en 2001.
Dee Dee se mudó a California, donde siguió haciendo música e inició una carrera como actor. Aunque en gran parte fracasó en esta etapa, consiguió un papel importante en la película de bajo presupuesto "Bikini Bandits" de 2002. Él también contribuyó con la canción, "In a Move", para la banda sonora de la película, que cuenta con su esposa Barbara en la voz principal.
Su álbum siguiente, fue un álbum en vivo producido por Gilby Clarke (ex-Guns N' Roses), que fue grabado el 12 de junio de 2002 en el Hollywood's Key Club (esta grabación nunca fue lanzada). Varios bootlegs de "The Dee Dee Ramone Band" están en circulación tales como, "Live in Milan, Italy". Las grabaciones de estudio finales de Dee Dee fueron puestas a la venta por la disquera Trend Is Dead! Records en el álbum de 2002 Youth Gone Mad Featuring Dee Dee Ramone.

### Muerte

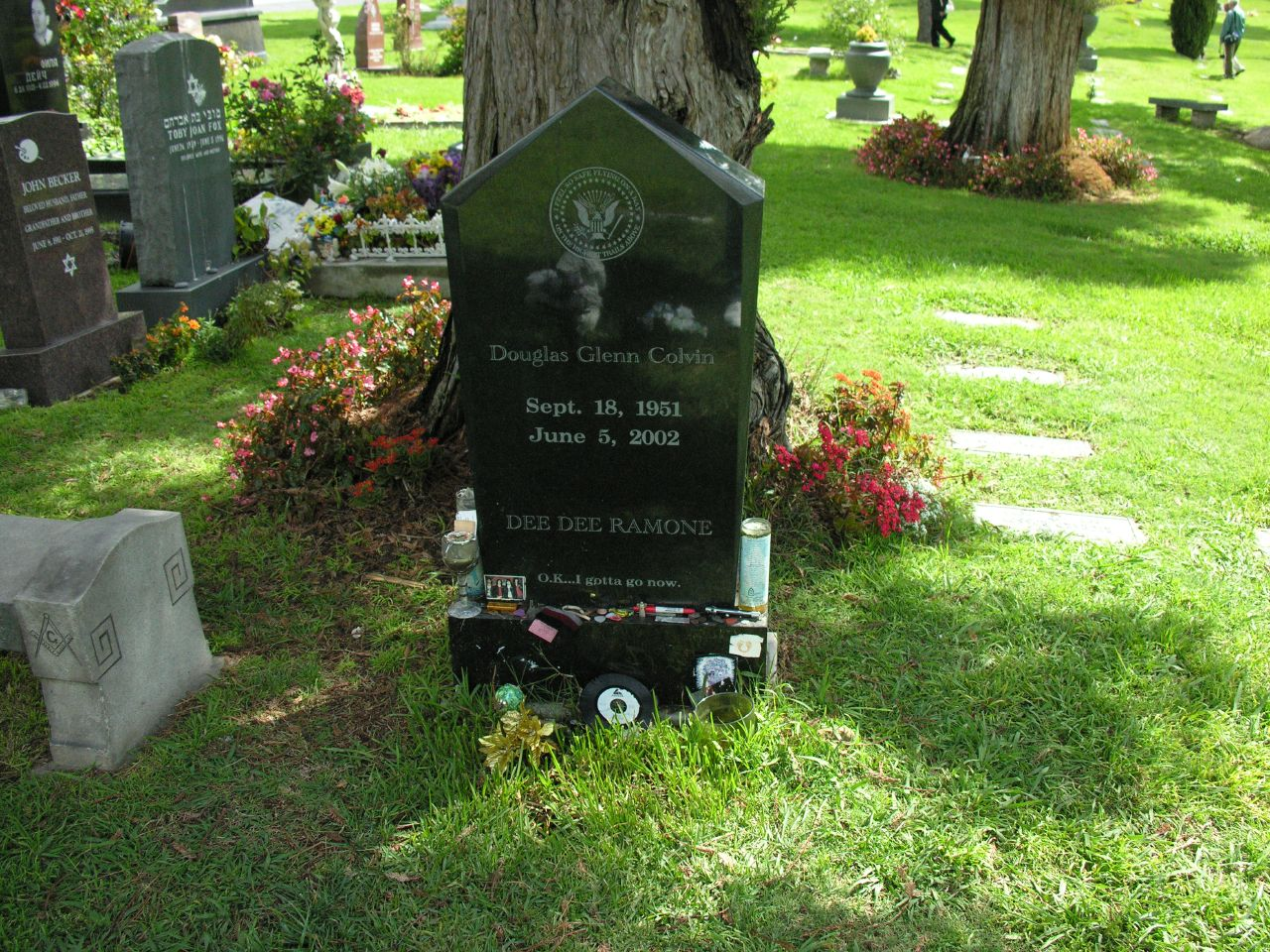
Lápida de Dee Dee en el Hollywood Forever Cemetery

Dee Dee Ramone fue encontrado muerto en la tarde del 5 de junio de 2002, por su esposa Barbara Zampini (también conocida como Barbara Ramone) en su departamento de Hollywood, California. En la autopsia se estableció sobredosis de heroína como la causa oficial de la muerte. Él iba a tocar en un concierto en el Majestic Theater Ventura, que terminó siendo un espectáculo conmemorativo en su honor. Dee Dee fue enterrado en el Hollywood Forever Cemetery en Hollywood, cerca de la estatua cuyo pedestal contiene las cenizas de Johnny Ramone.
Su lápida cuenta con el sello de Ramones con la frase "I feel so safe flying on a ray on the highest trails above" ("Me siento muy seguro volando en un rayo en los mas altos senderos de arriba") tomada de su canción, "Highest Trails Above", del álbum de los Ramones Subterranean Jungle. En la base de la piedra dice la línea "O.K...I gotta go now" ("OK...me tengo que ir ahora"). Una imagen de la lápida se puede ver en el video musical de Dropkick Murphys de la canción de Rose Tattoo del álbum de 2013 Signed and Sealed in Blood.

## Equipamiento
Dee Dee Ramone utilizó amplificación Ampeg durante toda su carrera con los Ramones. Estos son sus bajos preferidos:
- Danelectro Bass: Natural, pickguard blanco, diapasón Rosewood (1974–1975)
- Fender musicmaster bass: Rojo, pickguard rojo, diapasón rosewood  (1974–1975 )
- Fender '62 Precision Bass: Blanco, pickguard tortuga, diapasón Rosewood (1975–1977)
- Fender '75 Precision Bass: Negro, pickguard negro, Maple neck (1975–1977)
- Fender '76 Precision Bass: Blanco, Black pickguard (a veces red), cuello de Maple (1977–1983) (Él utilizó al menos 3 bajos como este).
- Fender '78 Precision Bass: Sunburst, pickguard negro, cuello de Maple (1982–1983) (Él utilizó al menos 2 bajos como este).
- Fender '79 Precision Bass: Negro, pickguard blanco, cuello de Maple (1983–1988)
- Fender '83 Precision Bass: Blanco, pickguard blanco, cuello de Maple (1983–1988)
- ESP Custom Precision Bass: Crema, pickguard blanco, diapasón Rosewood (1986–1988)
- ESP Custom P-style Bass: Naranja con gráficos de arañas, diapasón Rosewood (1986–1989)
- ESP Custom Thunderbird Bass: Amarillo con dragones chinos y con la palabra "Ramones", diapasón Rosewood (1988–1989)

## Discografía
Ramones
- Ramones (1976)
- Leave Home (1977)
- Rocket to Russia (1977)
- Road to Ruin (1978)
- End of the Century (1980)
- Pleasant Dreams (1981)
- Subterranean Jungle (1983)
- Too Tough to Die (1984)
- Animal Boy (1986)
- Halfway to Sanity (1987)
- Brain Drain (1989)

Solista
| Título                                  | Artista                                | Año  |
| --------------------------------------- | -------------------------------------- | ---- |
| "Funky Man" sencillo                    | Dee Dee King                           | 1987 |
| Standing in the Spotlight               | Dee Dee King                           | 1989 |
| "What About Me" sencillo                | Dee Dee Ramone and the Chinese Dragons | 1993 |
| "Chinese Bitch" EP                      | Dee Dee Ramone I.C.L.C.                | 1994 |
| I Hate Freaks Like You                  | Dee Dee Ramone I.C.L.C.                | 1994 |
| Zonked! (aka Ain't it Fun)              | Dee Dee Ramone                         | 1997 |
| Hop Around                              | Dee Dee Ramone                         | 2000 |
| Greatest & Latest                       | Dee Dee Ramone                         | 2000 |
| Youth Gone Mad featuring Dee Dee Ramone | Youth Gone Mad                         | 2002 |